# Halictus sulciferus
Halictus sulciferus är en biart som beskrevs av Cockerell 1937. Halictus sulciferus ingår i släktet bandbin, och familjen vägbin. Inga underarter finns listade i Catalogue of Life.